# Pika sarde
Prolagus sardus
Pour les articles homonymes, voir Pika (homonymie).
Espèce
Statut de conservation UICN

 EX  : Éteint
Le pika sarde (Prolagus sardus) était une espèce de pika présente en Corse et en Sardaigne durant le Quaternaire jusqu'à son extinction à l'époque romaine, voire au XVIIIe siècle ou au début du XIXe siècle bien que cette hypothèse soit contestée. Il était décrit comme un « lapin géant sans queue ». Il fait partie de la famille des Prolagidae dont tous les représentants sont éteints, bien que certains auteurs classent le genre Prolagus avec les pikas modernes dans la famille des Ochotonidae.
Il est aujourd'hui admis que les pikas sardes (Prolagus sardus) et les pikas corses (Prolagus corsicanus) forment une même espèce.
Le pika sarde est la seule espèce de mammifère éteinte en France référencée sur la liste rouge de l'UICN.
La disparition du lapin-rat est due l'introduction de nouvelles espèces prédatrices (renard et chien), compétitrices (rat), ainsi que la révolution néolithique, les hommes bouleversent en effet les écosystèmes et engendrent la disparition de nombreuses espèces. 